# كهف برايدل
كهف برايدل (بالإنجليزية: Bridal Cave)‏؛ هو كهف يقع في مقاطعة كامدين في الولايات المتحدة.

## السياحة
يعد «كهف برايدل» أحد مواقع الجذب السياحي في مقاطعة كامدين في ولاية ميزوري الأمريكية.